# Austin Adarraga
Austin Adarraga Almirall (* 1965 in Townsville, Australien) ist ein ehemaliger spanischer Squashspieler.

## Karriere
Austin Adarraga wuchs in seinem Geburtsland Australien auf und spielte erstmals eine nationale Juniorenkonkurrenz in Spanien, als er in Barcelona mit seinen spanischen Großeltern seinen Urlaub verbrachte. Seine Eltern sind spanische Auswanderer. Während seiner Zeit bei den Junioren erreichte er unter Geoff Hunt das Viertelfinale der Junioren-Weltmeisterschaft. 1984 zog er im Alter von 19 Jahren zunächst nach Madrid und begann seine professionelle Karriere. Fortan trat er auch für Spanien an, das er bei mehreren Europameisterschaften und Weltmeisterschaften vertrat, so auch bei der Weltmeisterschaft 1987. Im Einzel erreichte er 1992 als Qualifikant das Halbfinale, das er gegen Jansher Khan in vier Sätzen verlor. In der Weltrangliste erreichte er im Mai 1993 mit Rang elf seine höchste Platzierung. Er wurde zwischen 1988 und 1994 viermal spanischer Landesmeister. 1995 beendete er seine Karriere und verlegte seinen Lebensmittelpunkt, den er zuvor lange Jahre in Elche hatte, zurück nach Australien.
Sein Bruder Xavier war ebenfalls Squashspieler und mehrere Jahre spanischer Nationalspieler.

## Erfolge
- Spanischer Meister: 4 Titel (1988, 1992–1994)